# Mito del 10 % del cerebro

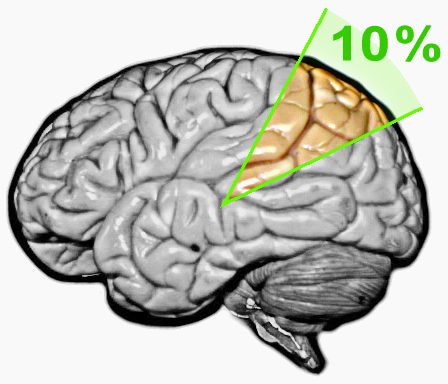
En realidad, cada parte del cerebro tiene su funcionamiento y solo será usado si se lo entrena

El mito del 10 % del cerebro es un mito popular muy extendido que afirma que la mayoría o todos los seres humanos utilizamos solamente el diez por ciento de nuestro cerebro. Por asociación, a menudo se sugiere que mediante algunos procesos una persona puede ser capaz de aprovechar ese potencial no utilizado y que, al hacerlo, se produce un aumento significativo de su inteligencia.
Aunque muchas capacidades intelectuales pueden ser mejoradas con el entrenamiento, la idea de que grandes áreas del cerebro permanecen inutilizadas no tiene ningún fundamento lógico. A pesar de que siga habiendo muchas incógnitas acerca del funcionamiento del cerebro, se sabe que cada parte del cerebro tiene una función determinada.

## Atribuciones erróneas
El mito ha sido erróneamente atribuido a numerosas personas, entre ellas a Albert Einstein:
- Es probable que el mito del 10 % haya surgido de una mala comprensión o interpretación de las investigaciones neurológicas llevadas a cabo a finales del siglo XIX y principios del siglo XX, en las cuales los investigadores:
  - Descubrieron que sólo el 10 % de las neuronas del cerebro están “encendidas” en un momento determinado;
  - Anunciaron que sólo habían registrado en mapas las funciones del 10 % del cerebro en ese momento (los informes difieren en este punto).
- Otro posible origen del mito del 10 % es que las neuronas solo componen el 10 % (aproximadamente) de las células del cerebro; el resto son células gliales que, a pesar de estar implicadas en el aprendizaje, funcionan de manera distinta a las neuronas.[4]
- No hay una relación directa entre el rendimiento del cerebro y su nivel de activación; esta variable ha confundido a los científicos, ya que muchos individuos superdotados han demostrado tener una menor actividad cerebral que la media. Haier propone que los individuos superdotados poseen unos circuitos cerebrales más eficientes.[cita requerida]
- Dr. James W. Kalat, autor de libros de texto sobre psicobiología, señala que los neurocientíficos en la década de 1930 conocían la existencia de un gran número de neuronas “locales” en el cerebro, pero solo conocían aquellas células que eran más pequeñas. Una mala comprensión de la función de las neuronas locales quizá haya dado lugar al mito del 10 % del cerebro.[5]
- El filósofo William James, argumentó en The Energies of Men que “estamos haciendo uso de solo una pequeña parte de nuestros posibles recursos mentales y físicos”, y es posible que esa fuera una de las fuentes en las que se basa el mito.[6]

## Refutación
El neurocientífico Barry Beyerstein establece siete tipos de pruebas que desmienten el mito:
- Estudios sobre el daño cerebral: Si el 90 % del cerebro no se utiliza, entonces cuando se lesionan ciertas áreas no debe afectar al rendimiento. En cambio, no hay ningún área del cerebro que pueda ser dañada sin que se pierda alguna habilidad. Incluso los daños en las áreas más pequeñas pueden conllevar consecuencias graves.
- Evolución: El cerebro necesita un enorme gasto energético en comparación con el resto del cuerpo, consume una gran cantidad de oxígeno y nutrientes. Si el 90 % del mismo no fuese necesario los humanos con el cerebro más pequeño tendrían grandes ventajas para sobrevivir, ya que sus cerebros serían más eficientes. Así que el proceso de selección natural debería haber eliminado los cerebros ineficientes.
- Imágenes cerebrales: Tecnologías como la tomografía por emisión de positrones (PET) y la imagen por resonancia magnética funcional (fMRI) permiten monitorizar la actividad cerebral de personas vivas. Estas técnicas han revelado que, incluso mientras dormimos, todas las partes del cerebro presentan algún nivel de actividad. Sólo cuando el cerebro sufre un daño grave, tiene “silenciadas” algunas áreas.
- Localización de función: En lugar de trabajar como una sola masa, el cerebro tiene regiones distintas para los diferentes tipos de procesamiento de la información. Varias décadas de investigación han permitido mapear las funciones de las áreas del cerebro, y no se han encontrado áreas que no tengan ninguna función.
- Análisis microestructural: Mediante la técnica de grabación de unidades individuales (single-unit recording), los investigadores han insertado un electrodo diminuto en el cerebro para monitorizar la actividad de una sola célula. Si no se utilizan el 90 % de las células, esta técnica lo debería haber demostrado.
- Estudios metabólicos: Otra técnica científica implica estudiar la adopción de moléculas de 2-desoxi-D-glucosa etiquetadas radiactivamente en el cerebro. Si el 90 % del cerebro estuviera inactivo, entonces esas células inactivas deberían aparecer como áreas en blanco en una radiografía del cerebro. Una vez más, no hay tal resultado.
- Enfermedades neuronales: Las células del cerebro que no se utilizan deberían degenerarse. Por lo tanto, si el 90 % del cerebro permaneciera inactivo, las autopsias de cerebros adultos tendrían que revelar una degeneración a gran escala.

## Perpetuación
El mito del 10 % ha sido trasmitido involuntariamente por individuos que simplemente creían en él y deliberadamente por aquellos que podían obtener algún beneficio del mismo.
El mito del 10 % del cerebro aparece con frecuencia en los anuncios.
Algunos partidarios de la nueva era y los fenómenos paranormales propagaron esta creencia para justificar los poderes psíquicos y afirmar que, mediante un entrenamiento apropiado, el 90 % del cerebro humano «inutilizado» serviría para llevar a cabo la telequinesis y la percepción extrasensorial. Además de que los seres humanos utilizan la totalidad de su cerebro, no hay pruebas científicas que apoyen la existencia de poderes psíquicos.